# Celleporaria spicata
Celleporaria spicata är en mossdjursart som först beskrevs av William MacGillivray 1888.  Celleporaria spicata ingår i släktet Celleporaria och familjen Lepraliellidae. Inga underarter finns listade i Catalogue of Life.